# Las Norias, Tamaulipas
Las Norias är en ort i Mexiko.   Den ligger i kommunen San Fernando och delstaten Tamaulipas, i den centrala delen av landet, 600 km norr om huvudstaden Mexico City. Las Norias ligger 92 meter över havet och antalet invånare är 248.
Terrängen runt Las Norias är platt. Runt Las Norias är det glesbefolkat, med 9 invånare per kvadratkilometer. Det finns inga andra samhällen i närheten. I omgivningarna runt Las Norias växer huvudsakligen savannskog.